# 車夢瑤
車夢瑤（16世紀—1639年），號玉符，江西撫州府金谿縣櫸林鄉人，明朝政治人物。

## 生平
車夢瑤在萬曆四十三年（1615年）中乙卯科應天鄉試舉人，天啓二年（1622年）成進士，吏部觀政，三年獲授湖廣平江知縣，四年本省同考，崇祯元年陞任禮部主客司主事，負責冊封益定王朱由木，五年升员外郎，六年升任郎中、陝西副使，駐守涼州；涼州是河西的邊境，他訓練兵馬、修築城堡、核算糧餉、揀選義勇，邊防大為整頓。
崇禎七年（1634年）流寇包圍鎮番、永昌，車夢瑤帶兵出戰，斬殺敵方五千人；崇祯十年（1637年）晉官陝西參政，改任湖廣參政，十二年升荆西道按察使，在辰州府管兵，下令升任河南巡撫時去世。十三年（1660年）朝廷察核他在甘肅的功勞，特贈三級，賜銀撫恤其家人，在辰州名宦祠祭祀。